# Illa Karaguinski

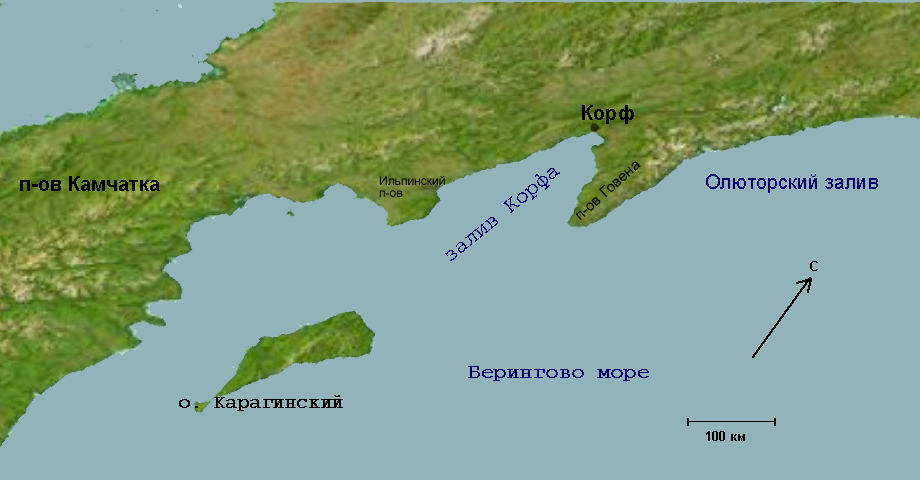
Illa Karaguinski al costat de Kamtxatka

L'Illa Karaguinski (rus: Карагинский остров, Karaguinski ostrov) és una illa del golf de Karaguinski, al mar de Bering. La separa de la península de Kamtxatka un estret de 40 km d'amplada. Administrativament, l'illa pertany al krai de Kamtxatka de la Rússia.
Està declarada com a territori Ramsar.
No està habitada però els Koriaks hi havien viscut.
Aquesta illa fa 101 km de llargada i 27 km d'amplada, amb una superfície de 2,404 km². El punt més alt fa 912 m. Està coberta per la tundra.